# Rábacsécsény
Rábacsécsény – wieś i gmina w północno-zachodniej części Węgier, w pobliżu miasta Tét.
Miejscowość leży na obszarze Małej Niziny Węgierskiej; administracyjnie należy do powiatu Tét, wchodzącego w skład komitatu Győr-Moson-Sopron. Gmina liczy 601 mieszkańców (2009) i zajmuje obszar 15,68 km².